# Maciej Marczewski (działacz sportowy)
Maciej Stanisław Marczewski (ur. 10 listopada 1937 w Piaskach, zm. 18 listopada 2007) – polski działacz sportowy i społeczny, dyplomowany trener tenisa stołowego i trener-specjalista zajęć sportowo-rehabilitacyjnych dla osób niepełnosprawnych w Lublinie. Członek zarządu Lubelskiego Okręgowego Związku Tenisa Stołowego (LOZTS).
Ukończył szkołę podstawową w Piaskach oraz Gimnazjum i Liceum Biskupie w Lublinie. Karierę sportową rozpoczął jako biegacz na średnich i długich dystansach, następnie był zawodnikiem tenisa stołowego w Starcie, LZS Piaski i Piaskovii. W latach 1988–1989 pełnił funkcje przewodniczącego Rady Bezpartyjnych i zastępcy do spraw kultury i sportu w Radzie Gminnej w Piaskach. Wolontariusz w Ośrodku dla Uchodźców z Kosowa w Lublinie. Co roku obchodzone są turnieje ku jego pamięci.

## Tenis stołowy
- 3-krotne wicemistrzostwo Polski inwalidów-jako trener
- Wielokrotny mistrz województwa lubelskiego,pucharów LZS i udział w finałach krajowych pucharów
- Zdobywca Pucharu ZG LOZTS (1988 r.)
- Srebrna odznaka PZTS (1988 r.)
- Złota odznaka Rady Głównej LZS (1988 r.)
- Srebrna odznaka Rady Głównej LZS (1987 r.)
- Złota odznaka PZTS (2000 r.)
- Awans z LKS Piaskovia kolejno do kl. "C", "A" i 3. miejsce w sezonie 1989/90 w lidze  OZTS- jako trener
- Zdobywca wojewódzkiego święta sportu
- Mistrz szkoły pedagogicznej (1956 r.)
- Zdobywca Pucharu Przewodniczącego ZG (1987 r.)

## Odznaczenia
- Srebrna odznaka Rady Głównej ZSSP Start (1978 r.)
- Medal ”Ludziom Gorących Serc" (1983 r.)
- Srebrna odznaka ”Zasłużony Działacz Kultury Fizycznej" (1989 r.)
- Medal ”Serce dla serc" (2000 r.)